# 司馬遷
司馬遷（前145年—前86年？），字子長，世稱“史遷”、“太史公”、“歷史之父”，龙门（今陕西韩城）人，是西漢時期著名的史学家和文學家。司馬遷所撰写的《史记》被公认为是中国史书的典范，创作《史记》的过程中，秉承了他对史实真实性和客观性的坚持，他的史學方法嚴謹，以事實為依據，不涉及個人觀點，被譽為「史家之鏡」。首創的紀傳體撰史方法為後來歷代正史所傳承，被後世尊称爲史聖，又因曾任太史令，故自稱太史公。

## 人物生平
| 中國二十四史 | 中國二十四史   | 中國二十四史 | 中國二十四史 | 中國二十四史 |
| 次序         | 書名           | 作者         | 作者         |              |
| 次序         | 書名           | 姓名         | 時代         |              |
| ------------ | -------------- | ------------ | ------------ | ------------ |
| 1            | 史记           | 司馬遷       | 西漢         |              |
| 2            | 汉书           | 班固         | 東漢         |              |
| 3            | 后汉书         | 范曄         | 劉宋         |              |
| 4            | 三國志         | 陈寿         | 西晋         |              |
| 5            | 晋书           | 房玄龄等     | 唐           |              |
| 6            | 宋书           | 沈约         | 蕭梁         |              |
| 7            | 南齐书         | 萧子显       | 蕭梁         |              |
| 8            | 梁书           | 姚思廉       | 唐           |              |
| 9            | 陈书           | 姚思廉       | 唐           |              |
| 10           | 魏书           | 魏收         | 北齐         |              |
| 11           | 北齐书         | 李百药       | 唐           |              |
| 12           | 周书           | 令狐德棻等   | 唐           |              |
| 13           | 南史           | 李延寿       | 唐           |              |
| 14           | 北史           | 李延寿       | 唐           |              |
| 15           | 隋书           | 魏徵等       | 唐           |              |
| 16           | 旧唐书         | 刘昫等       | 后晋         |              |
| 17           | 新唐书         | 欧阳修等     | 北宋         |              |
| 18           | 旧五代史       | 薛居正等     | 北宋         |              |
| 19           | 新五代史       | 欧阳修       | 北宋         |              |
| 20           | 宋史           | 脱脱等       | 元           |              |
| 21           | 辽史           | 脱脱等       | 元           |              |
| 22           | 金史           | 脱脱等       | 元           |              |
| 23           | 元史           | 宋濂等       | 明           |              |
| 24           | 明史           | 张廷玉等     | 清           |              |
| 相關         | 東觀漢記       | 劉珍等       | 東漢         |              |
| 相關         | 新元史         | 柯劭忞       | 民國         |              |
| 相關         | 清史稿         | 趙爾巽等     | 民國         |              |
| 相關         | 點校本二十四史 | 顧頡剛等     | 共和國       |              |

### 早期经历
司馬遷，生于漢景帝、漢武帝年間，其父司馬談是太史令，所以司马迁在十岁时已能阅读诵习古文《尚书》、《左传》、《国语》等书。司马迁在早年间受学于孔安国、董仲舒等大儒，並暢遊各地，采集传闻。十九岁时，他从长安出发，足迹遍及江淮和中原地区，并对所到之处的风俗进行考察，采集传说。早期遷仕为郎中，奉使西征巴蜀以南，略邛、莋、昆明，还报命。”二十五岁时，以使者监军的身份，出使西南夷，担负起在西南设郡的任务。足迹遍及“邛、莋、昆明”等地。汉武帝元封元年（前110年）司馬談去世，三年之后，司馬遷承襲父職，任太史令，同时也继承父亲遗志（司馬談臨終曾对司馬遷说：「余死，汝必為太史；为太史，無忘吾所欲論著矣。」），准备撰写一部通史。漢武帝太初元年（前104年），司馬遷与唐都、落下闳等共同定立了“太初曆”，该历法改变了秦代使用的颛顼曆以十月为岁首的习惯，而改以正月为岁首。从而奠定了其后两千年来所尊奉的历法基础。之後司馬遷便潜心修史，开始了《史記》的写作，开创纪传体史学，称太史公。

### 自序
- 自称其先祖是顓頊时期的天官。《史記·太史公自序》记载“昔在顓頊，命南正重以司天，北正黎以司地。唐、虞之際，绍重、黎之后，使复典之，至于夏、商，故重、黎氏世序天地。
- 而九世祖是秦國的大將司馬錯。
- 《史记·太史公自序》中，司馬遷说：“遷生龙门，耕牧河山之阳。年十岁则诵古文。”
- 《史记·太史公自序》中，司馬遷说：“（他）二十而南游江、淮，上会稽，探禹穴，窥九疑，浮沅、湘。北涉汶、泗，讲业齐鲁之都，观夫子遗风，乡射邹峄；厄困蕃、薛、彭城，过梁、楚以归。”

### 獲罪
早在司馬遷撰寫《史記》時，漢武帝翻閱《孝景本紀第十一》和《今上本紀第十二》後，認為司馬遷的敍述有意貶損自己，不禁勃然大怒，命人削去了書簡上的字，並把這些書簡扔掉了，可見當時漢武帝對司馬遷已經甚為不滿。
汉武帝天汉二年（公元前99年），名将“飞将军”李广的孙子李陵主动请缨出击匈奴，兵败被俘，汉武帝震怒。满朝文武都认为李陵叛降，全家当诛。而在这时，身为太史令的司马迁却爲李陵辯護。他认为李陵兵败投降是因为“矢尽道穷，救兵不至”，而且李陵是希望“欲得其当而报汉”。李陵虽然兵败，但是他以少胜多，以弱胜强，“其所摧败，功亦足以暴于天下”。
司马迁这番表述却没有得到汉武帝的理解，汉武帝认为他是藉李陵之功，诋毁这场战争的主帅李广利（此人為汉武帝宠姬李夫人的哥哥），进而批评自己用人不当，造成军事失利，再加上司馬遷在撰寫史記時，內容有意貶損漢武帝的心结，在大怒下将司马迁投入牢狱，以“诬罔”（欺骗皇帝）的罪名判处死刑。当时的死刑有两种方式可以充抵，第一种是“令死罪入赎钱五十万减死一等”。另一种是按照汉景帝时期所颁布的法律“死罪欲腐者，许之”，处以腐刑（阉割）。由于没有足够的金钱可以赎身，司马迁只得接受腐刑。對此他曾表示過“禍莫憯於欲利，悲莫痛於傷心，行莫醜於辱先，而詬莫大於宮刑。刑餘之人無所比數非一世也”。
关于司马迁下狱，另有一说是司马迁举荐李陵所导致的。

### 去世
对于司马迁的死，历史上没有明确记载，使得卒年无法确定，死因也众说纷纭。
有史料认为司马迁一直到汉昭帝年间善终，有人认为司马迁完成《史记》之后，便隐居山野，所终，故无从䅲考。1916年，王国维第一次将司马迁生卒年作为学术问题进行考证，以為卒年“绝不可考……然视为与武帝相终始，当无大误”。从巫蛊之乱到汉武帝去世这一段时间，司马迁是否仍在世，不可考。
东汉卫宏《汉书·旧仪注》：“司马迁作《景帝本纪》极言其短，及武帝过，武帝怒而削去之，后坐举李陵，陵降匈奴，故下迁蚕室，有怨言，下狱死。”指司马迁最终仍因口出怨言被下狱而死。
但有一說，司馬遷是在汉昭帝 始元元年 (前86年)去世，但仍沒有證據可證明。

## 历史評價
- 曾國藩〈聖哲畫像記〉說：「太史公稱莊子之書皆寓言，吾觀子長所為《史記》，寓言亦居十之六七。班氏閎識孤懷，不逮子長遠甚」。
- 鲁迅在《汉文学史纲要》裡称赞《史记》是「史家之绝唱，无韵之离骚」。
- 郑樵稱：“六经之后，唯有此作”[9]。
- 趙翼《廿二史劄記》說：「司馬遷參酌古今，發凡起例，創為全史，本紀以序帝王， 世家以記侯國，十表以繫時事，八書以詳制度，列傳以誌人物，然後一代君臣政事賢否得失，總彙於一編之中。自此例一定，歷代作史者遂不能出其範圍，信史家之極則也。」
- 黄淳耀（明）评论：“太史公以孤愤之故，叙广不啻出口，而传卫青若不值一钱，然随文读之，广与青之优劣终不掩。”
- 黄震（宋）在《史记评林》中则认为：“凡看卫霍传，须合李广看。卫霍深入二千里，声振华夷，今看其传，不值一钱。李广每战辄北，困踬终身，今看其传，英风如在。史氏抑扬予夺之妙，岂常手可望哉？”
- 曾國藩《曾國藩家訓‧同治元年五月十四日》：余觀漢人詞章未有不精於小學訓詁者，如相如、子雲、孟堅，於小學皆專箸一書，《文選》於此三人之文箸錄最多。余於古文志在效法此三人幷司馬遷、韓愈五家。以此五家之文，精於小學訓詁，不妄下一字也。

## 主要作品

### 《史記》
《史记》对後世史学和文学的发展都产生了深远影响。其首创的纪传体编史方法为後来历代“正史”所传承。同时，《史记》还被认为是一部优秀的文学著作，在中国文学史上有重要地位。被鲁迅誉为“史家之绝唱，无韵之离骚”。
司馬遷著《史记》，其史學觀念在於“究天人之際，通古今之變，成一家之言”。司馬遷探求的天人之際，並非承認天的神秘力量反而重視天人之間關係的演變，從而了解“古今之變”的關鍵，探求出歷史動態發展變化的層面，最終完成“一家之言”。而他的撰述動機，主要有以下三方面：
1. 司馬遷為了繼承其父司馬談編訂史書的遺志，完成撰述《史記》的宏願。司馬氏在周朝时世為史官，春秋时期虽然失去官职，司馬談却把修撰史书视为自己的神圣职责，一心繼承先人久絕的世業—太史令，重现孔子撰述《春秋》的精神，整理和論述上代歷史。《隋書·經籍志》說：「談乃據《左氏春秋》、《國語》、《世本》、《戰國策》、《楚漢春秋》，接其後事，成一家之言。」可見司馬談有意繼續編訂《春秋》以後的史事。漢武帝元封元年，武帝进行封禪大典，司馬談身為太史令，卻無緣參與當世盛事，引為終生之憾，憂憤而死。他死前將遺志囑咐兒子司馬遷說：「今天子接千歲之統，封泰山，而余不得從行，是命也夫！余死，汝必為太史，無忘吾所欲論著矣……」司馬遷則回答道：「小子不敏，請悉論先人所次舊聞。」可知司馬遷乃秉承父親的遺志完成史著。而《史記》以「封禪書」為其八書之一，即見其秉先父之意。
2. 司馬遷想繼承《春秋》精神。司馬遷在〈太史公自序〉說：「先人有言，自周公卒，五百歲而有孔子，孔子卒後，至於今五百歲，有能紹明世，正《易傳》、繼《春秋》、本《詩》、《書》、《禮》、《樂》之際，意在斯乎？意在斯乎？小子何敢讓焉？」此正暗示其有明道義，顯揚志業人物的使命。《春秋》的下限，到魯哀公獲麟之年，此後的史事就沒有完整的史籍記載。司馬遷是紹繼《春秋》，並以漢武帝元狩元年「獲麟」及太初元年改曆下限，撰寫史記。然而，司馬遷繼承《春秋》，不僅是要形式上承繼周公以來的道統，反而是重視《春秋》的性質，他在《太史公自序》說：「夫《春秋》，上明三王之道，下辨人事之紀，別嫌疑，明是非，定猶豫，善善惡惡，賢賢賤不肖，存亡國，繼絕世，補敝起廢，王道之大者也……《春秋》以道義，撥亂世，反之正，莫近於《春秋》。」可見司馬遷對「春秋之義」和「春秋筆法」心儀已久，這是他要承孔子的真意、秉承《春秋》褒貶精神，撰述《史記》。
3. 司馬遷要肩負史家職責。據《後漢書·百官志》載，「太史令」只是俸禄六百石的小官，職責僅在於管理圖籍，掌管星象天文，最多也只是記錄上代及當代事情，並無著述的責任。然而，司馬談和司馬遷明顯不滿足於「拾遺補蓺」。司馬談早有整理上代歷史的計劃，可惜卻「發憤而卒」，臨終前叮囑司馬遷：「自獲麟以來四百有餘歲，而諸侯相兼，史記放絕……余為太史而弗論載，廢天下之史文，余甚懼焉，汝其念哉！」，認為他們既爲太史令，則有完成前代歷史記述的任務。司馬遷在《太史公自序》也指出身為太史的職責說：「且余嘗掌其官，廢明聖盛德不載，滅功臣、世家、賢大夫之不述，隳先人之言，罪莫大焉。」因此，司馬遷一心秉承先人世傳及「述往事以思來者」的責任感，決意撰述《史記》。在《報任安書》中亦透露著述《史記》的目的，他說「凡百三十篇，亦欲以究天人之際，通古今之變，成一家之言。」可見他不但要完成太史令的責任，更要盡史學家的職責。

民国史学家吕思勉先生考证文风等各个方面，认为 《史记》当中有一大部分甚至是极大部分并非司马迁所作，而是司马迁抄篡古书所得，《序》和《论赞》部分基本可以肯定是他自己所作，但仍然有可能为其父亲司马谈所作，无法加以考证。

### 其他作品
- 《報任少卿書》（《報任安書》）
- 《悲士不遇賦》

## 家族

### 直系祖先
- 周宣王时期，司馬遷的先祖迁至秦国[11]。

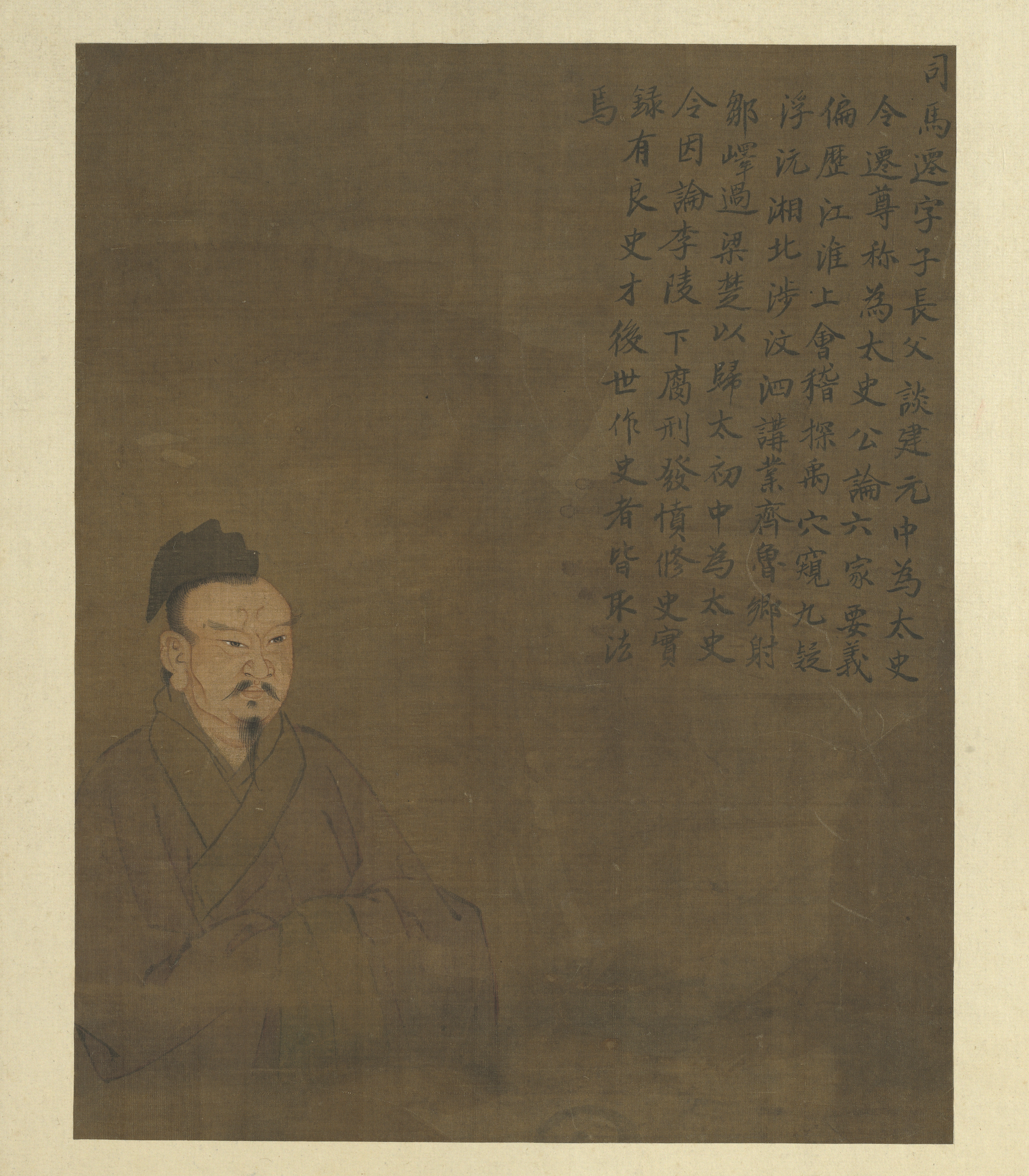
《歷代聖賢半身像》

- 九世祖，武将司馬錯，战国时期秦国人。秦惠文王时期，司马错曾与张仪辩论，辩论内容被收入《战国策·秦策》，后收入《古文观止》，名为《司马错论伐蜀》。辩论胜利后，秦惠文王派司馬錯等人出兵巴蜀，得胜而守之。
- 七世祖，司馬靳為名將武安君白起副手，參與長平之戰，坑殺趙卒四十萬人，司馬錯、司馬靳等軍事之功为秦国奠定了一统天下的军事基础。
- 五世祖，司馬昌
- 四世祖，司馬無澤
- 祖父，司馬喜
- 父亲是西汉武帝时期太史令司馬談。司馬談是当时一位非常杰出的学者，著有《论六家要旨》一文，系统总结了从春秋至汉初间阴阳、儒、墨、法、名、道各家思想的利弊得失，并对道家思想进行了高度肯定。该文是对春秋战国以来的诸子百家思想的高度概括和凝练总结。司馬談在约汉武帝建元六年至元封元年间任太史令。

### 后代
- 司马迁的儿子在史籍中没有记载，王莽当政时曾考求其后人，封为“史通子”。司马迁有一女，嫁安平敬侯杨敞，生杨忠和杨恽。在汉宣帝的时候，杨恽被封为平通侯，这时候他看到当时朝政清明，想到他的外祖父司马迁这部巨著正是重见天日的时候，于是上书汉宣帝，把《史记》献了出来，从此天下人得以共读这部伟大的史著。

## 傳說
隨清娛為司馬遷的侍妾。年十七歸司馬遷，隨其遊歷名山。數百年後，唐代褚遂良任同州刺史，得清娛託夢，醒後便為她立碑撰寫墓誌。
明代史學家柯維騏以司馬遷為榜樣專心著《宋史新編》，竟毅然自宮。

## 后世紀念
- 日本歷史小說家福田定一（1923－1996）筆名為「司馬遼太郎」，乃取「遠不及司馬遷」之意。[12]
- 英國知名漢學家Jonathan Dermot Spence的中文漢名「史景遷」，乃取「景仰太史公司馬遷」之意。[13]

### 影視
| 年份 | 劇名                         | 演員                   | 剧中称谓 |
| ---- | ---------------------------- | ---------------------- | -------- |
| 1997 | 电视剧《司马迁》             | 仇永力                 | 司马迁   |
| 2001 | 电视剧《大汉天子》           | 李晟毓                 | 司马迁   |
| 2005 | 电视剧《汉武大帝》           | 王往                   | 司马迁   |
| 2020 | 电视纪录片《中国》第一季     | 喻庆辉                 | 司马迁   |
| 2021 | 电视综艺节目《典籍里的中国》 | 王学圻；张晓龙（青年） | 司马迁   |

## 延伸阅读
[在维基数据编辑]
 在维基文库阅读此作者作品（ 在维基共享资源阅览影像、分类）
 《太史公自序》，出自司馬遷《史記》
 《漢書·卷062》，出自班固《漢書》
- 李長之：《司馬遷的人格與風格》（上海：開明書店，1956）.
- 逯耀東：《抑鬱與超越─司馬遷與漢武帝時代》（台北：東大，1977）.
- 呂世浩：《從〈史記〉到〈漢書〉—轉折過程與歷史意義》（台北：台大出版中心，2047）.